# 唐寅故居遗址
唐寅故居遗址位于江苏省苏州市姑苏区平门内西大营门双荷花池13号（廖家巷28号），靠近苏州林机厂南侧，桃花坞历史文化片区。为苏州市文物保护单位。

## 历史
唐寅（1470—1524）絕意仕途后，回到吴趋坊故居，以卖画为生。明弘治十八年（1505年），意外发现蘇州城北桃花塢的宋人章楶的章园廢址。正德四年（1509年），唐寅在其上築別業桃花庵。和沈周、祝允明、文徵明等文人常在园中饮酒赋诗作画。清顺治初年，名医沈明生得此宅，改建成唐家园，乾隆年间，禅林和道心改建为宝华庵，光绪年间又改作文昌阁。

## 建筑
唐寅故居遗址占地面积约9000平方米，建筑面积511平方米，包含六如堂、学圃堂、寤歌斋、蛱蝶斋、文昌阁、梦墨亭等。

## 保护
1982年，唐寅故居列为第二批苏州市文物保护单位。2016年列入《苏州园林名录》。